# 二川温泉
二川温泉（ふたがわおんせん）は、和歌山県有田郡有田川町二川823の温泉施設である。
源泉の枯渇と配管設備等の腐食劣化により、2017年4月1日より休業している。

## 泉質
源泉名:清水町福祉温泉
- 温泉法第2条による温泉（メタホウ酸）、中性低張性冷鉱泉[1]。
  - 源泉温度 23.8 ℃[1]
  - 湧出量 16 (ℓ/分)[1]
  - 含鉄塩化物泉であり、湧出時の湯は、ほぼ無色透明。

### 効能
- 適応症 : 神経痛、五十肩、筋肉痛、関節痛、運動麻痺、慢性消化器病、冷え性、痔疾、疲労回復、慢性皮膚病、月経障害、慢性婦人病。なお特に、冷え性に良いとされる[1]。
- 禁忌症 : 急性疾患、重度の心臓病、出血性疾患、悪性腫瘍、活動性の結核、呼吸不全、腎不全、妊娠中、高度の貧血、その他一般に進行中の疾患。

## 温泉地
有田川町（旧・清水町）の二川ダム下流の有田川沿いの国道480号沿いに作られた温泉施設である。渓谷の土地の傾斜に建てられた、スギ材でできたドーム型ログハウス風の建物である。建物は2階建てで、2階に玄関、受付、喫茶店、土産物コーナーなどが有り、階下に浴室が有る。エレベーターも付属し、高齢者、障害者にも対応している。玄関の柱には樹齢400年のサルスベリが使われ、建物の構造材や内装には地元産のスギの丸太が多用されている。なお、宿泊施設「白馬（しらま）」が敷地内のすぐ近くに併設されている。
浴槽にはヒノキ材が使われている。風呂は循環濾過方式である。気泡風呂とサウナは有るが、露天風呂は無く、有田川沿いではあるものの、浴室から川は見えない。
なお、同じ旧清水町内の有田川の約15 km上流側には「しみず温泉」も有る。

## 歴史
掘削により1998年に冷鉱泉を得た。しかし、源泉枯渇などを理由に2017年4月1日以降は休業している。

## ギャラリー

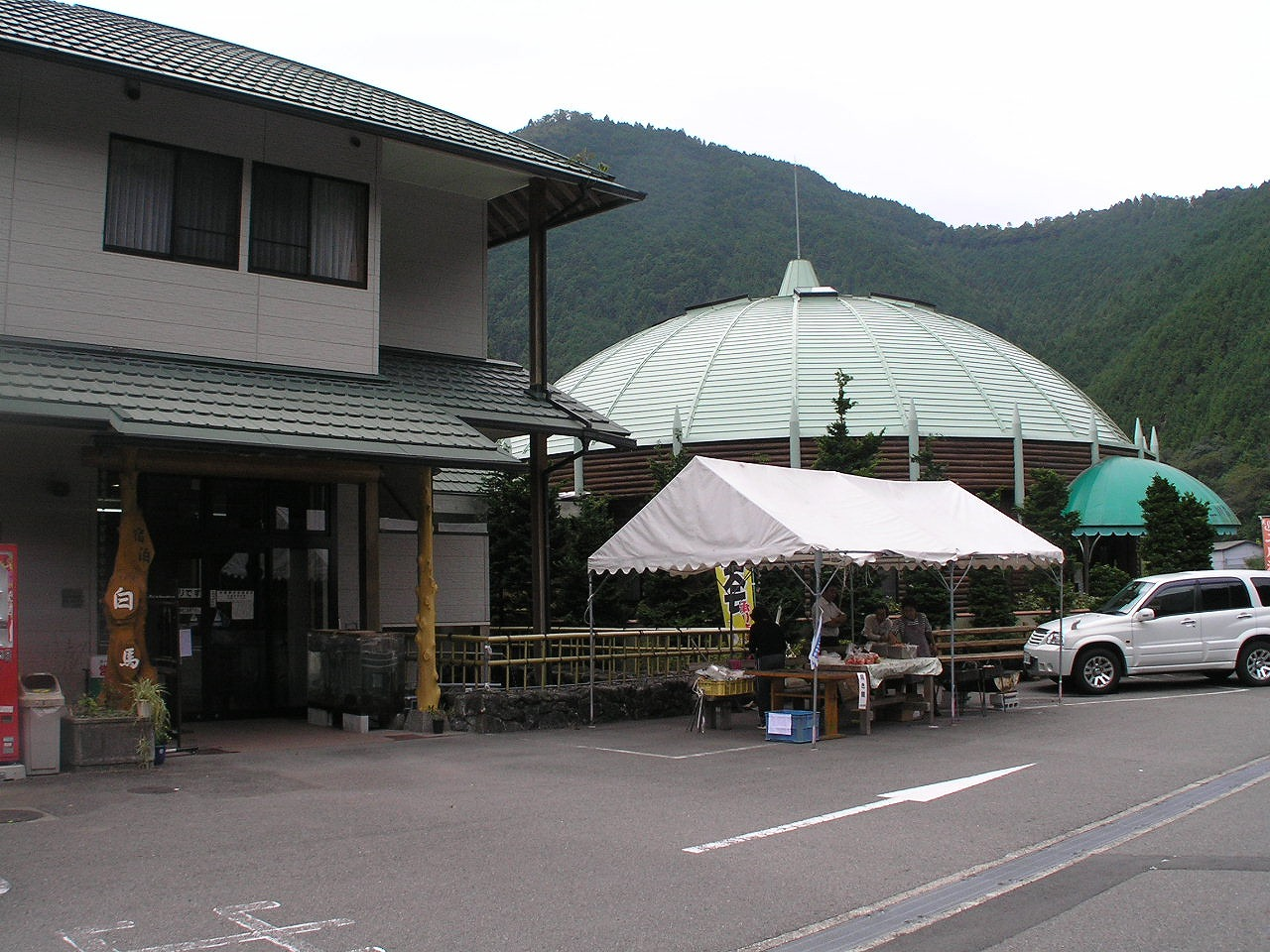
宿泊施設の『白馬』（手前）と温泉施設。
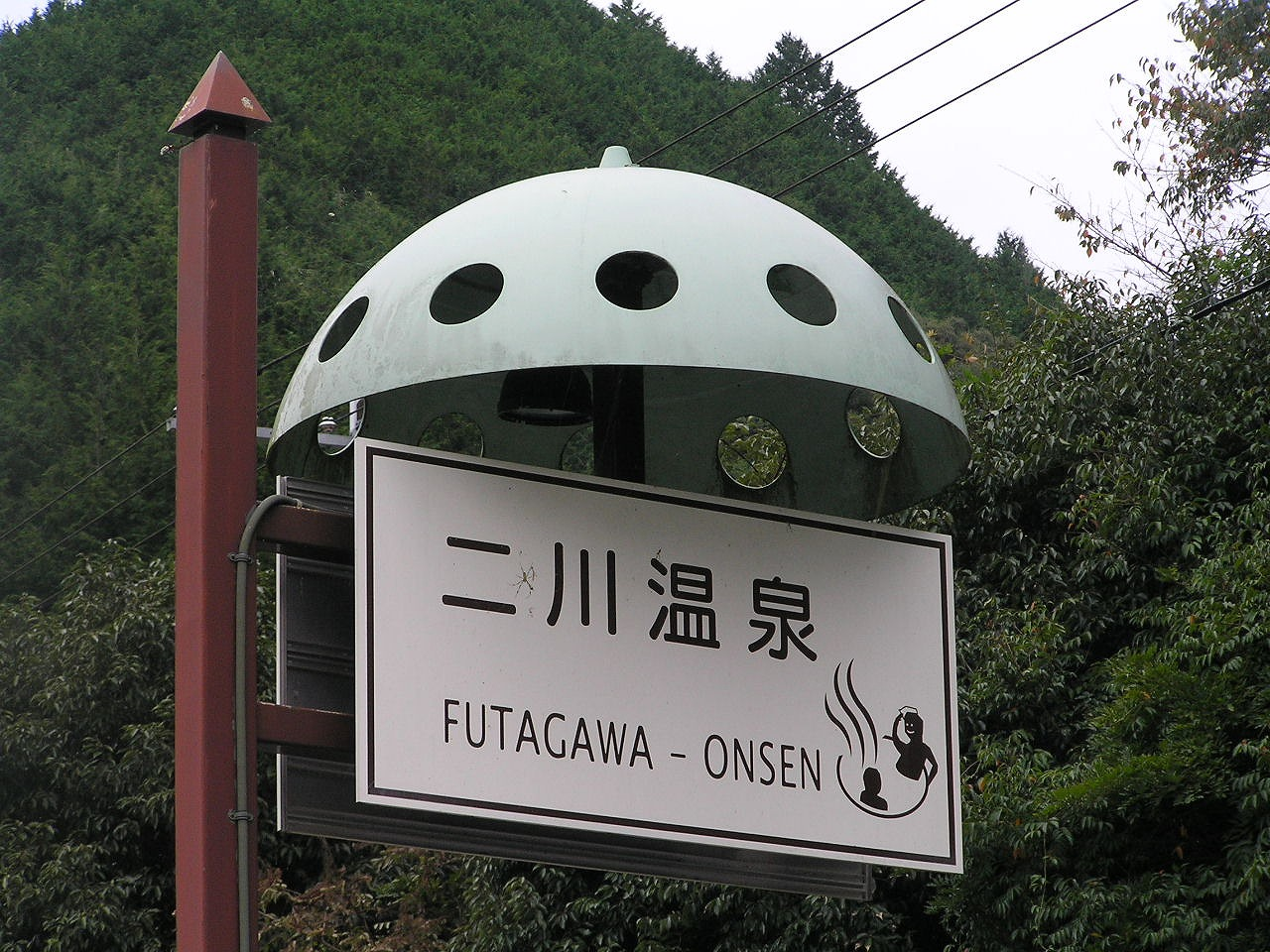
温泉案内看板にもドーム型の屋根を付けてある。
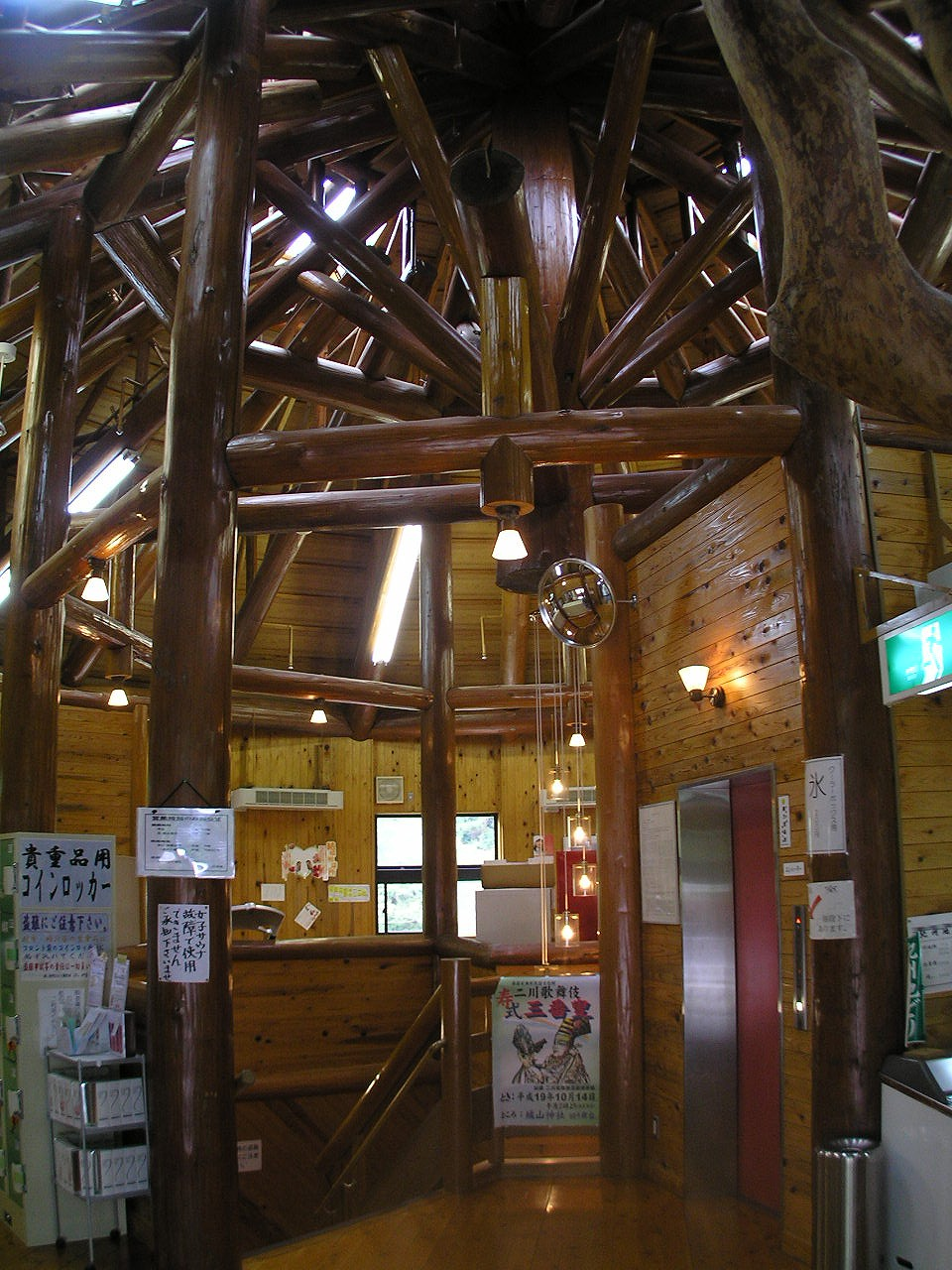
太い丸太が複雑に組み合わされた温泉建屋内部構造。
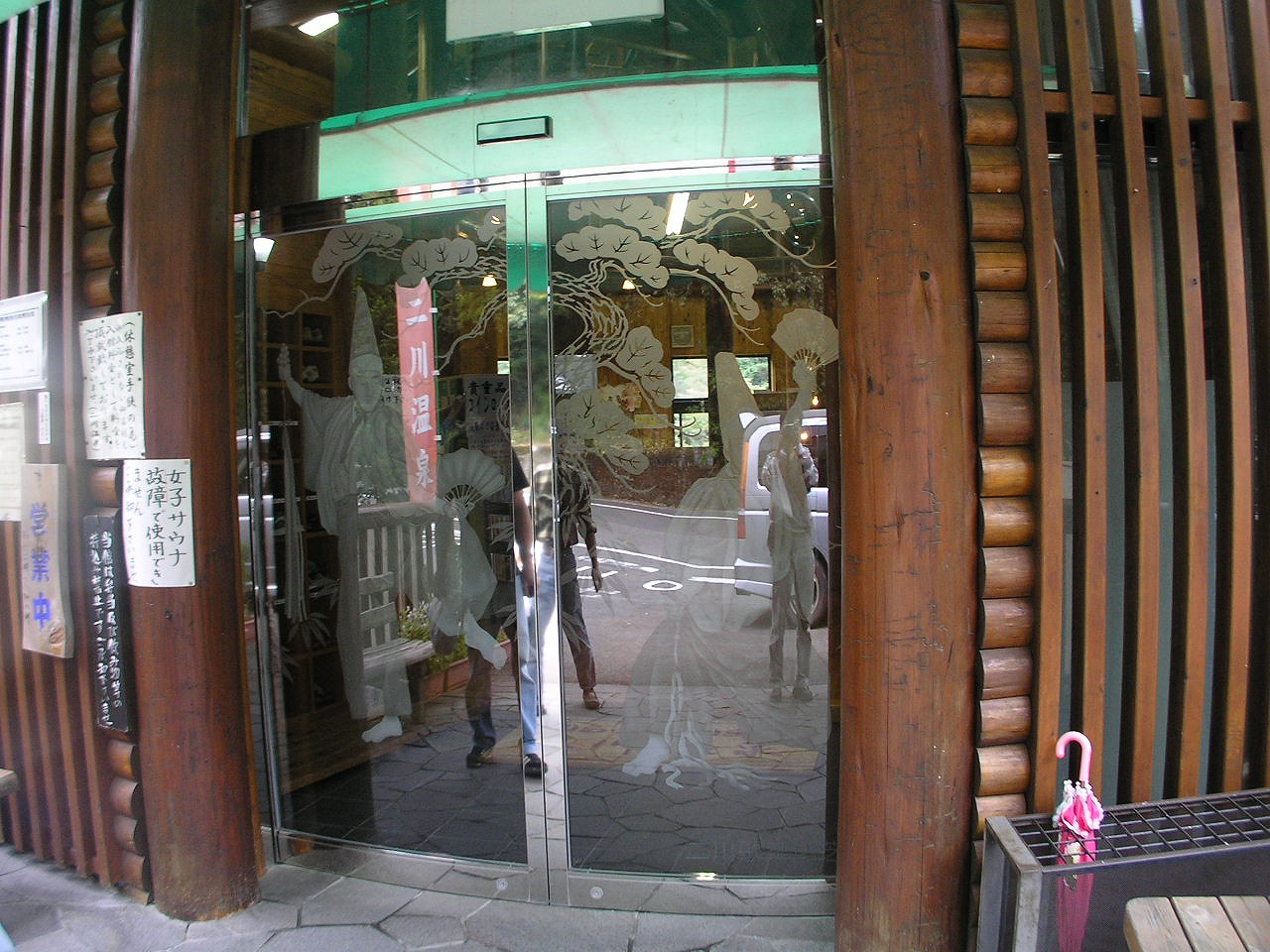
樹齢400年のサルスベリが使用された玄関。

## 周辺施設
- 遠井キャンプ場
- 道の駅しみず

## アクセス
- 鉄道：JRきのくに線の藤並駅から、有田鉄道バス花園行きで約40分。二川温泉前下車すぐ。
- 自動車：阪和自動車道の有田ICから県道22号を経由し、国道480号を清水方面へ約20 km。駐車場は約35台分。